# Dervio
Dervio (lombardul: Derf) település Olaszországban, Lombardia régióban, Lecco megyében. Lakosainak száma 2600 fő (2023. január 1.). Dervio Cremia, Dorio, Pianello del Lario, San Siro, Sueglio, Valvarrone és Bellano községekkel határos.

## Népesség
A település lakossága az elmúlt években az alábbi módon változott:
| Lakosok száma | 2694 | 2669 | 2642 | 2627 | 2600 |
|               | 2013 | 2016 | 2017 | 2018 | 2023 |